# Satyrinae
Sous-famille

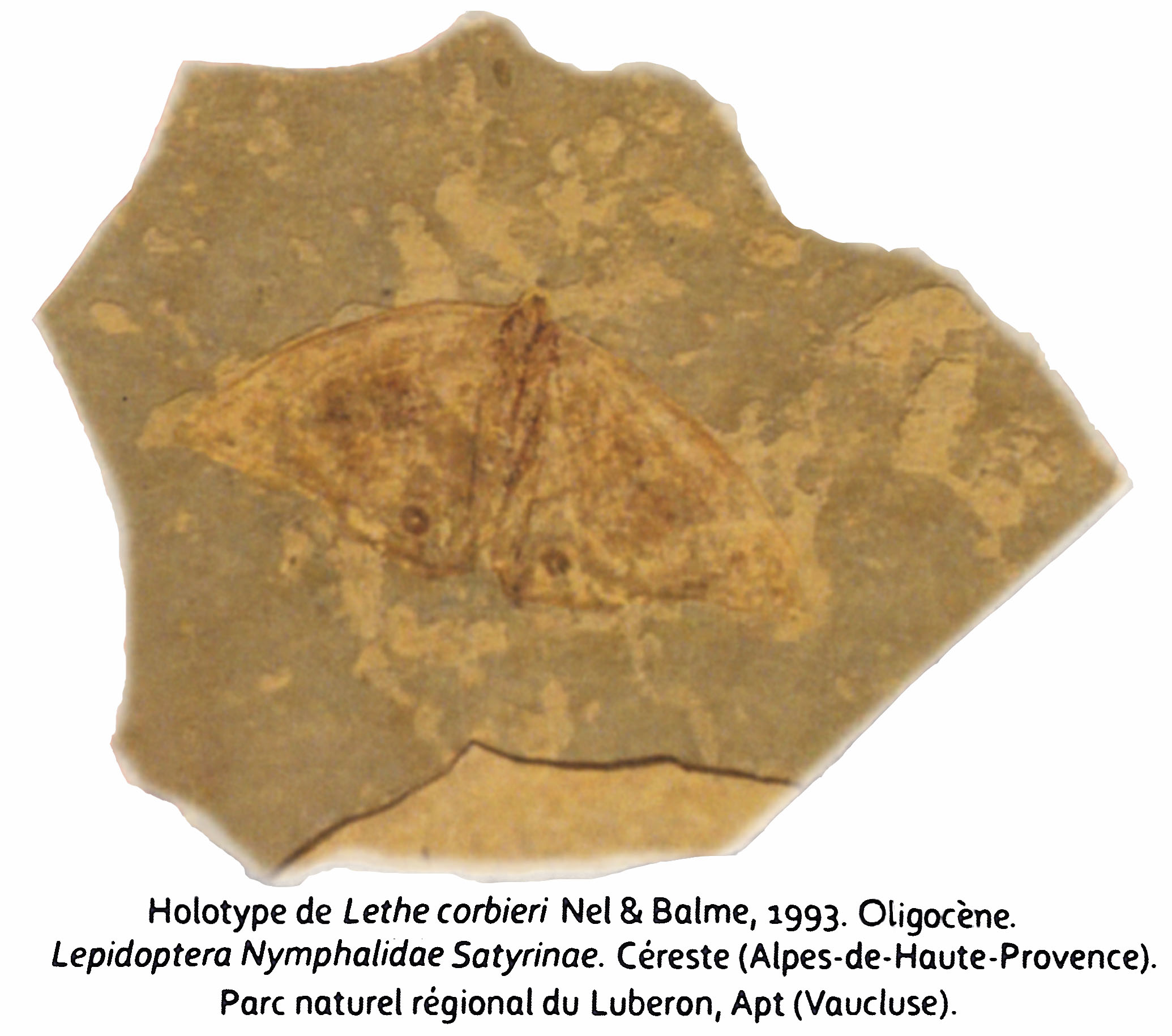
Holotype de Lethe corbieri, Satyriné fossile de l'Oligocène de Provence.

La sous-famille des Satyrinae regroupe des insectes lépidoptères (papillons) de la famille des Nymphalidae.

## Dénomination
La sous-famille a été décrite par l'entomologiste français Jean-Baptiste Alphonse Dechauffour de Boisduval en 1833.

### Synonymie
- Agapedidae (Dyar, 1903)[1]

## Taxinomie

### Liste des tribus
Selon ITIS (3 août 2013) :
- tribu Elymniini Herrich-Schäffer, 1864 (avec la seule sous-tribu Lethina Reuter, 1896 et le seul genre Lethe Hübner, 1819)
- tribu Satyrini Boisduval, 1833

Selon NCBI (3 août 2013) :
- tribu Amathusiini
- tribu Brassolini
- tribu Dirini
- tribu Elymniini (avec seulement 2 genres : Elymnias et Lohora)
- tribu Haeterini
- tribu Melanitini
- tribu Morphini
- tribu Satyrini
- tribu Zetherini

Selon Fauna Europaea (3 août 2013) :
- tribu Coenonymphini
- tribu Elymniini (avec 4 genres : Kirinia, Lasiommata, Lopinga, Pararge)
- tribu Erebiini
- tribu Maniolini
- tribu Melanargiini
- tribu Satyrini
- tribu Ypthimini

### Liste des genres

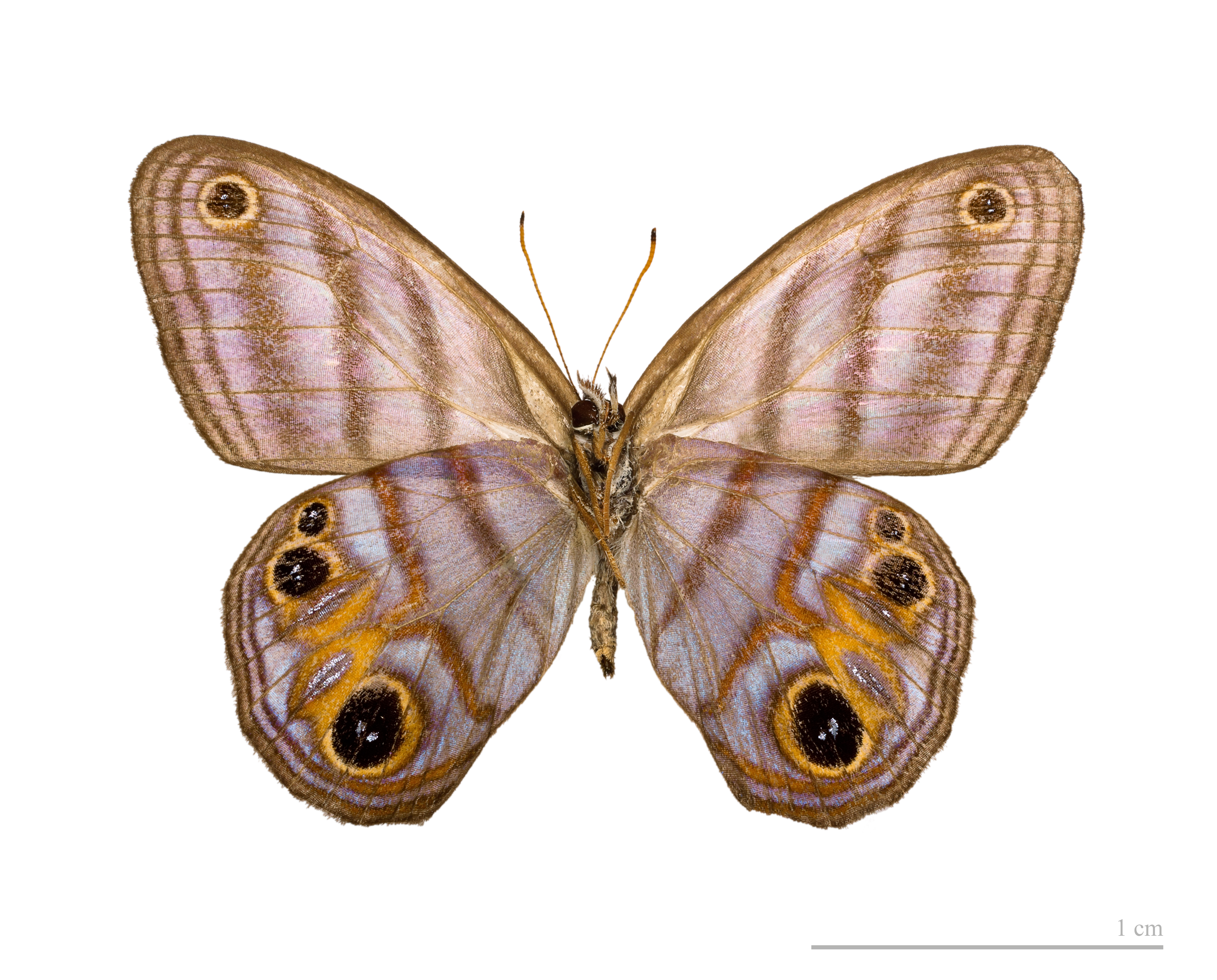
Chloreuptychia herseis - MHNT

Selon funet :
- Acrophtalmia C. & R. Felder, 1861
- Acropolis Hemming, 1934
- Admiratio Hemming, 1964
- Aeropetes Billberg, 1820
- Altiapa Parsons, 1986
- Altopedaliodes Forster, 1964
- Amphidecta Butler, 1867
- Apexacuta Pyrcz, 2004
- Aphantopus Wallengren, 1853
- Aphysoneura Karsch, 1894
- Archaeoeuptychia Forster, 1964
- Archeuptychia Forster, 1964
- Arethusana de Lesse, 1951
- Argestina Riley, 1923
- Argynnina Butler, 1867
- Argyronympha Mathew, 1886
- Argyrophenga Doubleday, 1845
- Argyrophorus Blanchard, 1852
- Arhauco Adams & Bernard, 1977
- Atercoloratus Bang-Haas, 1938
- Auca Hayward, 1953
- Aulocera Butler, 1867
- Austroypthima Holloway, 1974
- Berberia de Lesse, 1951
- Bicyclus Kirby, 1871
- Bletogona C. & R. Felder, 1867
- Boerebia Prout, 1901
- Brintesia Fruhstorfer, 1911
- Caenoptychia Le Cerf, 1919
- Caeruleuptychia Forster, 1964
- Caeruleotaygetis Forster, 1964
- Calisto Hübner, 1823
- Callarge Leech, 1892
- Callerebia Butler, 1867
- Capronnieria Forster, 1964
- Carminda Ebert & Dias, 1997
- Cassionympha van Son, 1955
- Catargynnis Röber, 1892
- Cepheuptychia Forster, 1964
- Cercyeuptychia Miller & Emmel, 1971
- Cercyonis Scudder, 1875
- Chazara Moore, 1893
- Cheimas Thieme, 1907
- Chillanella Herrera, 1966
- Chloreuptychia W.Forster, 1964 Chloreuptychia herseis - MHNT
- Chonala Moore, 1893
- Cissia Doubleday, 1848
- Cithaerias Hübner, 1819
- Coelites Westwood, 1850
- Coenonympha Hübner, 1819
- Coenoptychia Le Cerf, 1919
- Coenyra Hewitson, 1865
- Coenyropsis van Son, 1958
- Coeruleotaygetis Forster, 1964
- Corades Hewitson, 1849
- Cosmosatyrus C. & R. Felder, 1867
- Cyllogenes Butler, 1868
- Cyllopsis Felder, 1869
- Daedalma Hewitson, 1858
- Dangond Adams & Bernard, 1979
- Davidina Oberthür, 1879
- Diaphanos Adams & Bernard, 1981
- Dingana van Son, 1955
- Dira Hübner, 1819
- Dodonidia Butler, 1884
- Drucina Butler, 1872
- Dulcedo d'Almeida, 1951
- Elina Blanchard, 1852
- Elymnias Hübner, 1818
- Enodia Hübner, 1819
- Erebia Dalman, 1816
- Erebina Bryk, 1944
- Erebiola Fereday, 1879
- Eretris Thieme, 1905
- Erichthodes Forster, 1964
- Erites Westwood, 1851
- Erycinidia Rothschild & Jordan, 1905
- Etcheverinus Herrera, 1966
- Eteona Doubleday, 1848
- Ethope Moore, 1866
- Euptychia Hübner, 1818)
- Euptychoides Forster, 1964
- Faunula C. & R. Felder, 1867
- Forsterinaria Gray, 1973
- Geitoneura Butler, 1867
- Gnophodes Doubleday, 1849
- Godartiana Forster, 1964
- Gyrocheilus Butler, 1867
- Haetera Fabricius, 1807
- Hallelesis Condamin, 1961
- Hanipha Moore, 1880
- Harjesia Forster, 1964
- Harsiesis Fruhstorfer, 1911
- Haywardella Herrera, 1966
- Henotesia Butler, 1879
- Hermeuptychia Forster, 1964
- Heteronympha Wallengren, 1858
- Heteropsis Westwood, 1850
- Hipparchia Fabricius, 1807
- Homoeonympha C. & R. Felder, 1867
- Houlbertia Oberthür, 1916
- Hyalodia Jordan, 1924
- Hypocysta Westwood, 1851
- Hyponephele Muschamp, 1915
- Idioneurula Strand, 1932
- Junea Hemming, 1964
- Kanetisa Moore, 1893
- Karanasa Moore, 1893
- Kirinia (Moore, 1893)
- Lamprolenis Godman & Salvin, 1881
- Lasiommata Westwood, 1841
- Lasiophila (C. & R. Felder, 1859
- Lethe Hübner, 1819
- Lopinga Moore, 1893
- Loxerebia Watkins, 1925
- Lyela Swinhoe, 1908
- Lymanopoda Westwood, 1851
- Magneuptychia Forster, 1964
- Manataria Kirby, 1904
- Mandarinia Leech, 1892
- Manerebia Staudinger, 1897
- Maniola Schrank, 1801Cithaerias Esmeralda
- Mashuna van Son, 1955
- Masoura Hemming, 1964
- Megeuptychia Forster, 1964
- Megisto Hübner, 1819
- Melampias Hübner, 1819
- Melanargia Meigen, 1828
- Melanitis Fabricius, 1807
- Minois Hübner, 1819

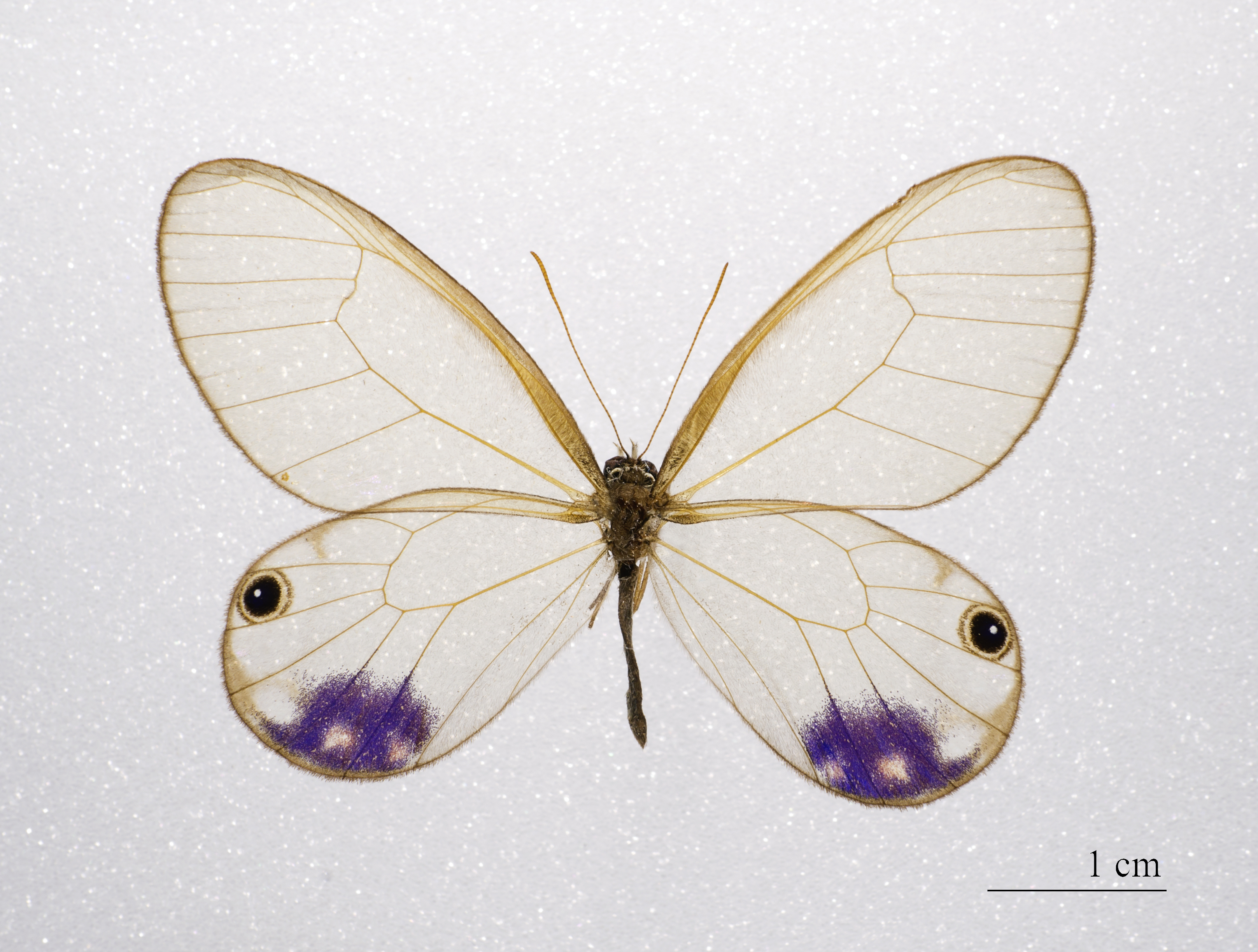
Cithaerias Esmeralda

- Moneuptychia Forster, 1964Lasiophila orbifera
- Mycalesis Hübner, 1818)
- Mygona Thieme, 1907
- Neita van Son, 1955
- Nelia Hayward, 1953
- Neocoenyra Butler, 1886
- Neomaenas Wallengren, 1858
- Neominois Scudder, 1875
- Neonympha Hübner, 1818
- Neope Moore, 1866
- Neorina Westwood, 1850
- Neosatyrus Wallengren, 1858
- Nesoxenica Waterhouse & Lyell, 1914
- Ninguta Moore, 1892
- Nirvana Tsukada & Nishiyama, 1979
- Nosea Koiwaya, 1993
- Oeneis Hübner, 1819
- Oreixenica Waterhouse & Lyell, 1914
- Oressinoma Doubleday, 1849
- Orinoma Gray, 1846
- Orsotriaena Wallengren, 1858
- Oxeoschistus Butler, 1867
- Palaeonympha Butler, 1871
- Palmaris Herrera, 1965
- Pampasatyrus Hayward, 1953
- Pamperis Heimlich, 1959
- Panyapedaliodes Forster, 1964
- Parahipparchia Kurdna, 1977
- Paralasa Moore, 1893
- Paralethe van Son, 1955
- Paramacera Butler, 1868
- Paramo Adams & Bernard, 1977
- Parantirrhoea Wood-Mason, 1881
- Parapedaliodes Forster, 1964
- Pararge Hübner, 1819
- Parataygetis Forster, 1964
- Paratisiphone Watkins, 1928
- Pareuptychia Forster, 1964
- Paroeneis Moore, 1893
- Paryphthimoides Forster, 1964
- Pedaliodes Butler, 1867
- Penthema Doubleday, 1848
- Percnodaimon Butler, 1876
- Pharneuptychia Forster, 1964
- Physcaeneura Wallengren, 1857
- Physcopedaliodes Forster, 1964
- Pierella Herrich-Schäffer, 1865

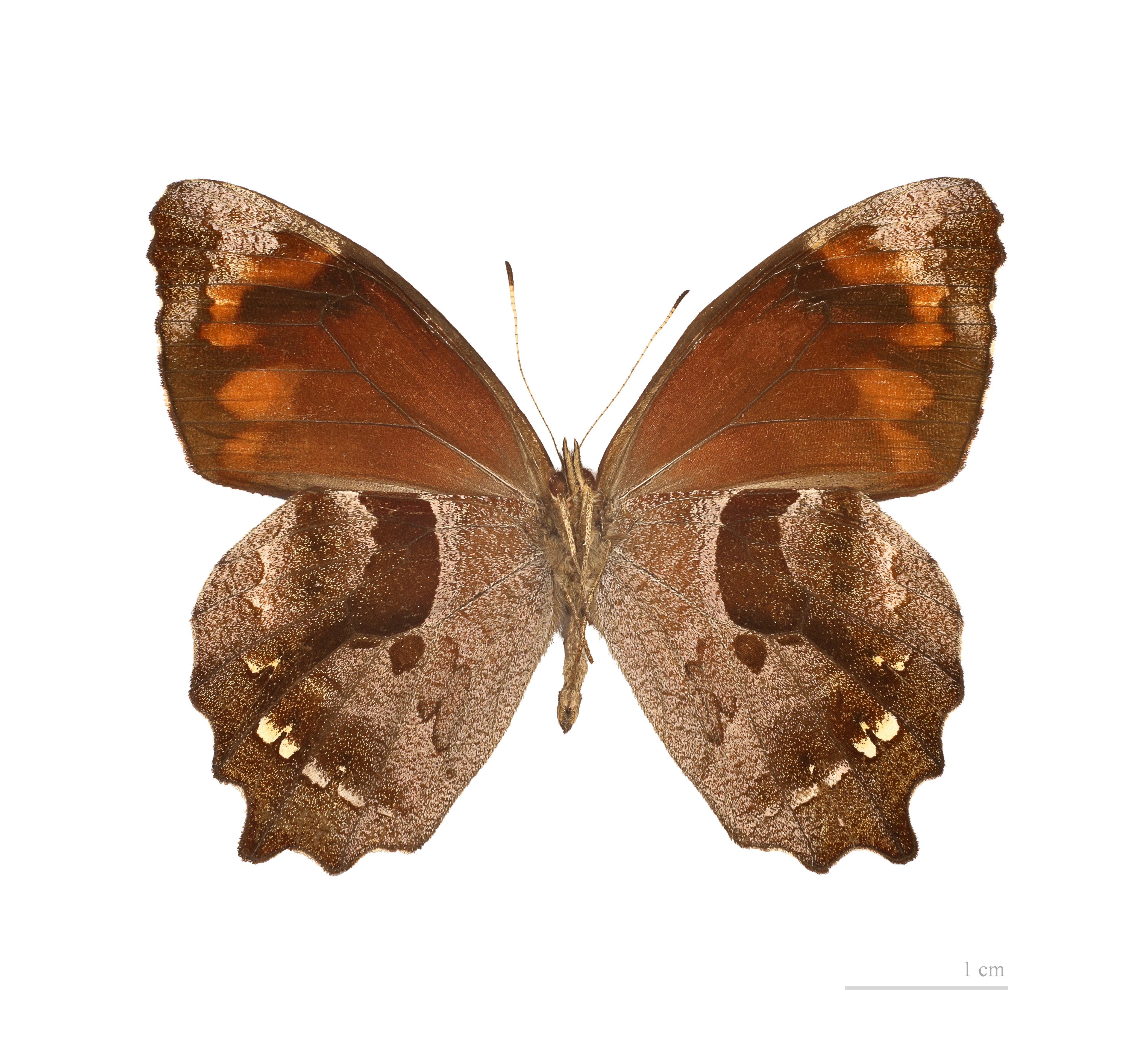
Lasiophila orbifera

- Pieridopsis Rothschild et Jordan, 1905
- Pindis Felder, 1869
- Platypthima Rothschild & Jordan, 1905
- Posttaygetis Forster, 1964
- Praefaunula Forster, 1964.
- Praepedaliodes Forster, 1964
- Praepronophila Forster, 1964
- Proboscis Thieme, 1907
- Pronophila Doubleday, 1849
- Proterebia Roos & Arnschied, 1980
- Protopedaliodes Viloria & Pyrcz, 1994
- Pseudeuptychia Forster, 1964
- Pseudocercyonis Miller & Emmel, 1971
- Pseudochazara de Lesse, 1951
- Pseudodebis Forster, 1964
- Pseudohaetera Brown, 1942
- Pseudomaniola Weymer, 1890
- Pseudomycalesis Tsukada & Nishiyama, 1979

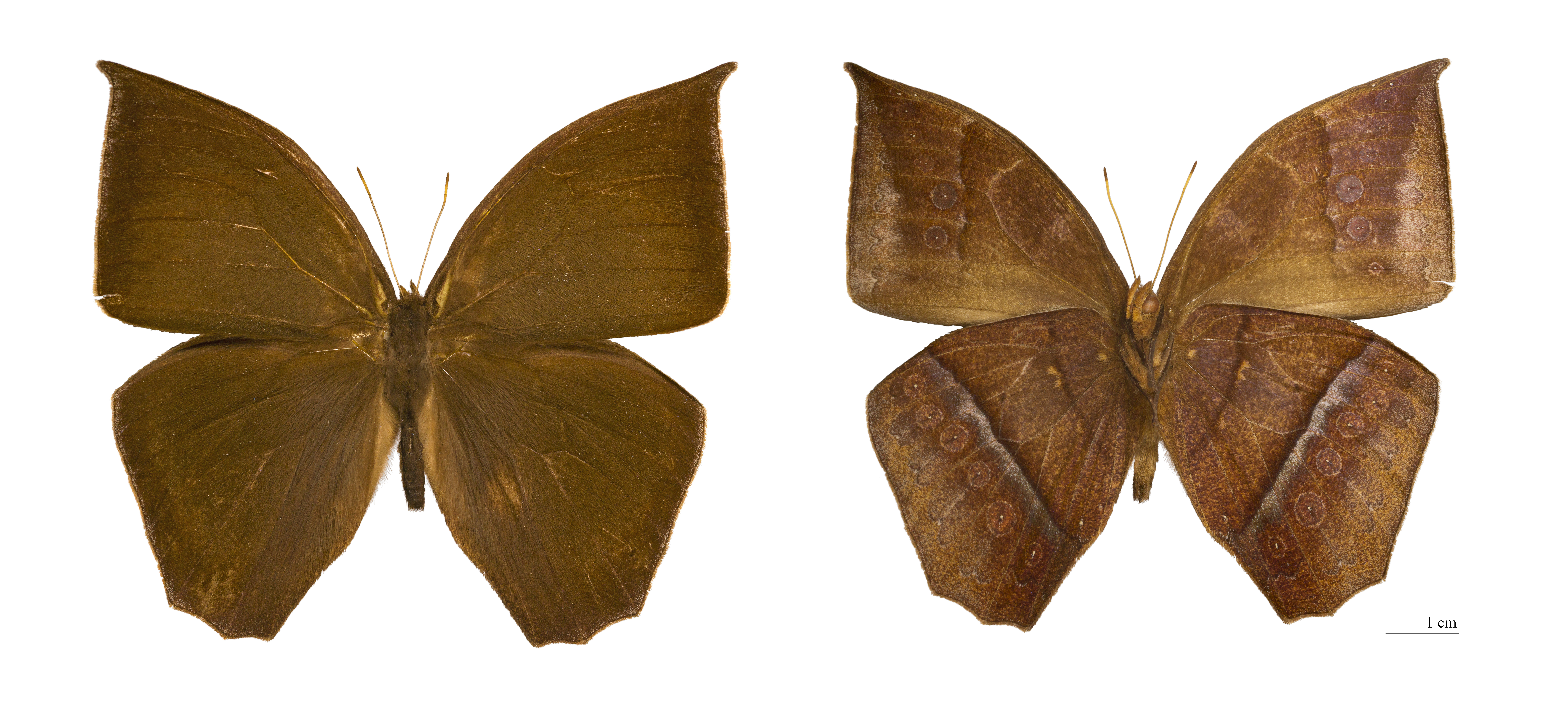
Taygetis mermeria

- Pseudonympha Wallengren, 1857
- Pseudeuptychia Forster, 1964
- Ptychandra C. & R. Felder, 1861
- Punapedaliodes Forster, 1964
- Punargenteus Heimlich, 1963
- Pyronia Hübner, 1819
- Quilaphoestosus Herrera, 1966
- Ragadia Westwood, 1851
- Rareuptychia Forster, 1964
- Redonda Adams & Bernard, 1981
- Rhaphicera Butler, 1867
- Satyrodes Scudder, 1875
- Satyrotaygetis Forster, 1964
- Satyrus Latreille, 1810
- Setodocis Billberg, 1820
- Sierrasteroma Adams & Bernard, 1977
- Sinonympha Lee, 1974
- Splendeuptychia Forster, 1964
- Spinantenna Hayward, 1953
- Steremnia Thieme, 1905
- Steroma Westwood, 1850
- Steromapedaliodes Forster, 1964
- Strabena Mabille, 1877
- Stuardosatyrus Herrera & Etcheverry, 1965
- Stygionympha van Son, 1955
- Stygnolepis Strand, 1942
- Tamania Prycz, 1995
- Tarsocera Butler, 1899
- Tatinga Moore, 1893
- Taydebis Freitas, 2003
- Taygetina Forster, 1964
- Taygetis Hübner, 1819
- Taygetomorpha Miller, 2004
- Tetraphlebia C. & R. Felder, 1867
- Thiemeia Weymer, 1912
- Tisiphone Hübner, 1819
- Torynesis Butler, 1899
- Triphysa Zeller, 1850
- Vareuptychia Forster, 1964
- Weymerana Forster, 1964
- Yphthimoides Forster, 1964
- Ypthima Hübner, 1818
- Ypthimomorpha van Son, 1955
- Zethera Felder, 1861
- Zipaetis Hewitson, 1863
- Zischkaia Forster, 1964

### Liste des tribus et des genres
Selon ITIS (21 avr. 2010)

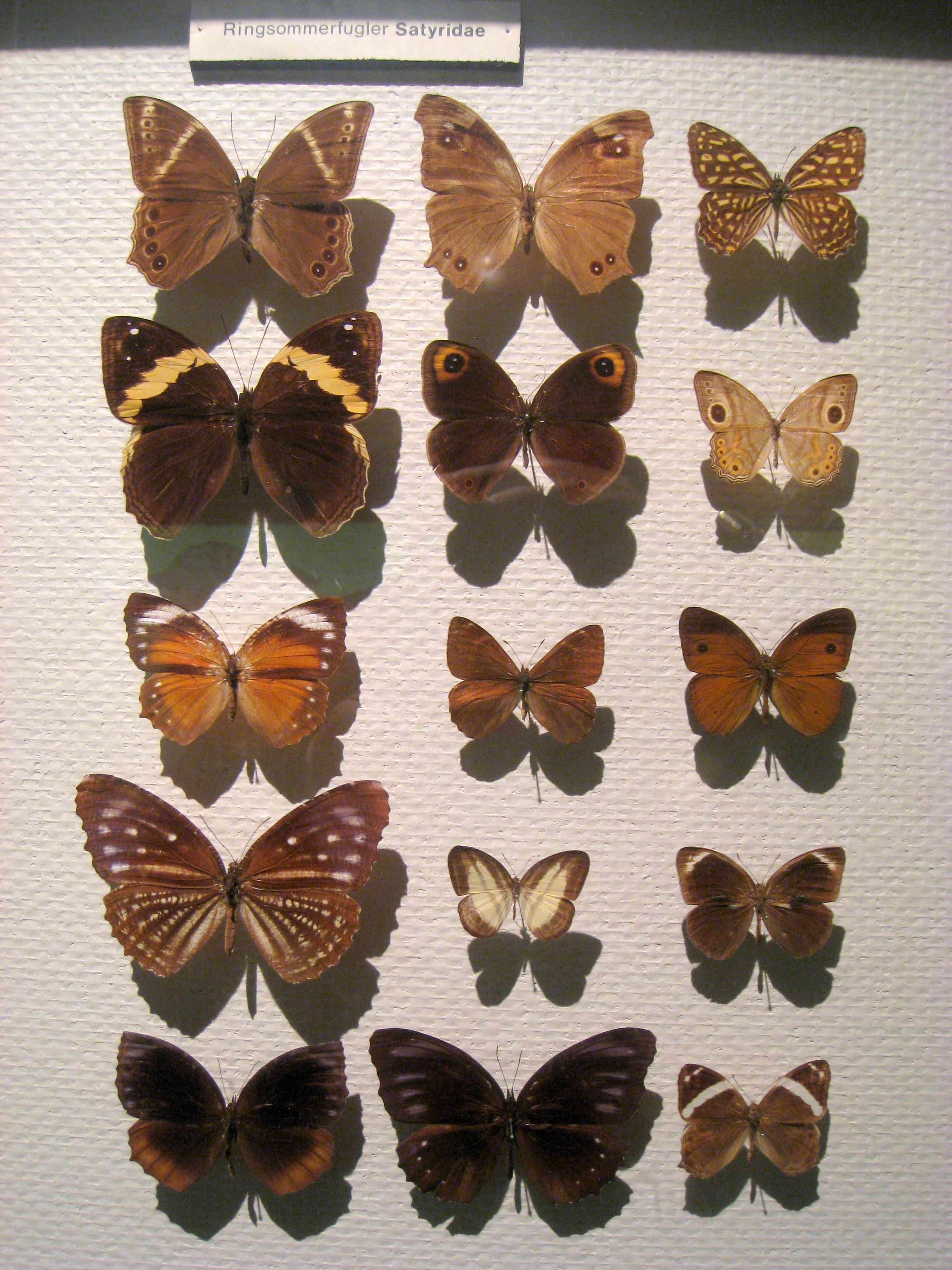
Satyrinae, Muséum d'Histoire Naturelle d'Oslo, Norvège

- tribu Elymniini  Herrich-Schäffer, 1864
  - sous-tribu Lethina  Reuter, 1896
    - genre Lethe Hübner, 1819
- tribu Satyrini  Boisduval, 1833
  - sous-tribu Coenonymphina  Tutt, 1896
    - genre Coenonympha Hübner, 1819

  - sous-tribu Erebiina  Tutt, 1896
    - genre Erebia  Dalman, 1816

  - sous-tribu Euptychiina  Reuter, 1896
    - genre Cyllopsis  R. Felder, 1869
    - genre Euptychia Hübner, 1818
    - genre Hermeuptychia  Forster, 1964
    - genre Megisto Hübner, 1819
    - genre Neonympha Hübner, 1818
    - genre Paramacera  Butler, 1868

  - sous-tribu Maniolina  Verity, 1953
    - genre Cercyonis  Scudder, 1875

  - sous-tribu Pronophilina  Reuter, 1896
    - genre Gyrocheilus  Butler, 1867

  - sous-tribu Satyrina  Boisduval, 1833
    - genre Neominois  Scudder, 1875
    - genre Oeneis Hübner, 1819

Selon NCBI (3 août 2013)
- tribu Amathusiini
  - genre Aemona
  - genre Amathusia
  - genre Amathuxidia
  - genre Discophora
  - genre Faunis
  - genre Hyantis
  - genre Stichophthalma
  - genre Taenaris
  - genre Thaumantis
  - genre Thauria
  - genre Xanthotaenia
  - genre Zeuxidia
- tribu Brassolini
  - genre Bia
  - genre Brassolis
  - genre Caligo
  - genre Catoblepia
  - genre Dasyophthalma
  - genre Dynastor
  - genre Narope
  - genre Opoptera
  - genre Opsiphanes
- tribu Dirini
  - genre Aeropetes
  - genre Dira
  - genre Paralethe
  - genre Tarsocera
  - genre Torynesis
- tribu Elymniini
  - genre Elymnias
  - genre Lohora
- tribu Haeterini
  - genre Cithaerias
  - genre Haetera
  - genre Pierella
  - genre Pseudohaetera
- tribu Melanitini
  - genre Cyllogenes
  - genre Gnophodes
  - genre Manataria
  - genre Melanitis
- tribu Morphini
  - sous-tribu Antirrheina
    - genre Pierella
    - genre Caerois

  - sous-tribu Morphina
    - genre Morpho
- tribu Satyrini
  - sous-tribu Coenonymphina
    - genre Coenonympha
    - genre Lyela
    - genre Sinonympha
    - genre Triphysa

  - sous-tribu Erebiina
    - genre Erebia

  - sous-tribu Eritina
    - genre Coelites
    - genre Erites

  - sous-tribu Euptychiina
  - sous-tribu Melanargiina
    - genre Melanargia

  - sous-tribu Mycalesina
    - genre Admiratio
    - genre Bicyclus
    - genre Hallelesis
    - genre Henotesia
    - genre Heteropsis
    - genre Houlbertia
    - genre Masoura
    - genre Mycalesis
    - genre Orsotriaena

  - sous-tribu Parargina
    - genre Chonala
    - genre Kirinia
    - genre Lasiommata
    - genre Lopinga
    - genre Pararge
    - genre Rhaphicera
    - genre Tatinga

  - sous-tribu Pronophilina
    - genre Altopedaliodes
    - genre Apexacuta
    - genre Argyrophorus
    - genre Auca
    - genre Calisto
    - genre Cheimas
    - genre Chillanella
    - genre Corades
    - genre Cosmosatyrus
    - genre Daedalma
    - genre Diaphanos
    - genre Elina
    - genre Eretris
    - genre Etcheverrius
    - genre Eteona
    - genre Faunula
    - genre Foetterleia
    - genre Haywardella
    - genre Ianussiusa
    - genre Idioneurula
    - genre Junea
    - genre Lasiophila
    - genre Lymanopoda
    - genre Manerebia
    - genre Mygona
    - genre Nelia
    - genre Oxeoschistus
    - genre Pampasatyrus
    - genre Panyapedaliodes
    - genre Parapedaliodes
    - genre Pedaliodes
    - genre Praepedaliodes
    - genre Proboscis
    - genre Pronophila
    - genre Pseudomaniola
    - genre Punapedaliodes
    - genre Punargentus
    - genre Quilaphoetosus
    - genre Redonda
    - genre Steremnia
    - genre Steroma
    - genre Steromapedaliodes
    - genre Tamania
    - genre Thiemeia

  - sous-tribu Ragadiina
    - genre Acrophtalmia
    - genre Ragadia

  - sous-tribu Satyrina
    - genre Arethusana
    - genre Aulocera
    - genre Berberia
    - genre Boeberia
    - genre Boerebia
    - genre Brintesia
    - genre Callerebia
    - genre Cassionympha
    - genre Chazara
    - genre Hipparchia
    - genre Karanasa
    - genre Loxerebia
    - genre Minois
    - genre Neocoenyra
    - genre Neohipparchia
      - statilinus species complex

    - genre Neominois
    - genre Oeneis
    - genre Paralasa
    - genre Pseudochazara
    - genre Pseudonympha
    - genre Pseudotergumia
    - genre Satyrus
    - genre Strabena
    - genre Stygionympha
    - genre Ypthima
    - genre Ypthimomorpha
- tribu Zetherini
  - genre Ethope
  - genre Neorina
  - genre Penthema
  - genre Zethera